# 奧保鞏
奧保鞏（1847年1月5日—1930年7月19日，弘化3年－昭和5年），明治時代陸軍軍人，官居元帥陸軍大將從一位大勳位功一級伯爵。

## 生涯
奧保鞏之父為奥保矩，為豐前小倉藩小笠原家的家臣，官居利右衛門。奧保鞏為家中長子，1847年出生於小倉，幼名為次郎。15歲時過繼給本家奧保義作為養子，繼承了家督地位，為馬迴武士，年俸知行取300石，並改名為七郎左衛門。奧姓為小姓，武士等級為物頭。
幕府末年隨主家支持幕府一方，並參加長州征討。明治2年（1869年）1月擔任足輕隊長一職。次月，遊學於東京。明治4年（1871年）5月，擔任常備第4小隊長。同年6月，加入陸軍，任西海鎮臺第2大隊的小隊長。同年11月，代理陸軍大尉，所屬鎮西鎮臺（後屬熊本鎮臺）。明治5年（1872年）正式晉升陸軍大尉，所屬鹿兒島分營。
明治6年（1873年）8月，任熊本鎮臺中隊長。佐賀之亂時隨軍出征並負傷。明治7年（1874年）6月，晉升為陸軍少佐，並擔任步兵第11大隊大隊長。同年8月，隨軍參加牡丹社事件，明治8年（1875年）2月，調任步兵第13聯隊，任大隊長，並參加神風連叛亂的平定。
明治10年（1877年）2月，參加西南戰爭。2月21日熊本城圍城戰期間率軍在城內堅守。4月8日天明前，率領一個步兵大隊突破薩摩軍防線，並和薩摩軍後方登陸的政府軍取得聯繫。在戰鬥中，奧保鞏的臉頰被敵彈穿透，其用左手摀住傷口，右手持軍刀繼續指揮戰鬥。4月20日，在熊本晉升為步兵第14聯隊代理聯隊長。
明治11年（1878年）11月，晉升陸軍中佐，正式就任步兵第14聯隊長，後轉任步兵第10聯隊長。明治15年（1882年），晉升陸軍大佐，後任近衛步兵第2聯隊聯隊長。明治18年（1885年）5月，晉升陸軍少將，任步兵第7旅團長。先後出任近衛步兵第一旅團長，東宮武官長，近衛步兵第二旅團長等職。明治27年（1894年）2月至9月赴歐洲訪問。
明治27年（1894年）11月，繼野津道貫後擔任第5師團中將師團長。12月，領兵參加中日甲午戰爭。明治28年（1895年），以軍功封華族，敘男爵。明治29年（1896年）10月14日任第一師團長。明治30年（1897年）10月27日，任近衛師團長，其後，任東京防禦總督，東部都督。明治35年（1902年）10月，訪問印度，次年3月返日。明治36年（1903年），晉升為陸軍大將。
明治37年1月，就任軍事參議官。同年3月，日俄戰爭爆發後，任第二軍司令官。
明治39年1月，復任軍事參議官一職。同年7月，兒玉源太郎猝死後就任參謀總長。明治40年（1907年）9月敘伯爵。明治44年（1911）10月名列元帥府。明治45年（1912年）2月，任議定官。
昭和5年（1930年）7月19日病逝，享年85歲。

## 日俄戰爭戰歷

### 南山戰役
奧保鞏麾下第二軍由第一師團，第三師團，第四師團和騎兵第一旅團編成，目的為確保遼東半島的登陸港灣和根據地大連。
全軍於1904年5月5日至13日於鹽大澳登陸，並於5月25日凌晨5時對俄軍防守的金州城外南山陣地發起攻擊。第二軍猛攻俄軍駐守堡壘，俄軍裝備機關槍讓日軍大吃苦頭，進展緩慢。奧保鞏決斷不惜一切代價猛攻，下午5點，憑藉海軍砲艦艦砲射擊的掩護，第二軍發起突擊，並於晚8時佔領南山。此戰傷亡4,387人，乃木希典大將的長子亦在此戰戰死。當損失上報大本營時，大本營竟懷疑“統計時小數點是否多了一位”。此戰後，“南山之奧”的威名傳遍日俄兩方。

### 得利寺之戰
大連佔領後，第一師團移交第三軍，參加旅順攻圍戰，第二軍編成為第三師團，第四師團，第五師團，野戰砲兵第一旅團和騎兵第一旅團。第二軍開始以遼陽為目的北上。6月14日，救援旅順的俄軍四萬大軍南下，在遼陽以南210公里處的得利寺和第二軍遭遇。戰鬥持續兩天，第二軍攻擊俄軍側翼，有效的擊退了兵力數量遠大於自身的俄軍。此戰後，旅順要塞被孤立。

### 遼陽會戰
得利寺之戰獲勝後，第六師團納入第二軍序列，並在蓋平，大石橋等戰鬥中連戰連捷。隨後，第五師團轉交第四軍戰鬥序列，8月4日，前進至遼陽位置。8月24日，第一軍打響遼陽戰役，第二軍和第四軍在次日投入戰鬥。第二軍輕取鞍山站，但在首山堡陣地遭遇俄軍頑強抵抗，第二軍強攻，傷亡慘重而未得手。第二軍於8月30日晚發動夜襲，第三師團步兵第34連隊第一大隊長橘周太少佐戰死，後被封為軍神第一號。31日晨，日軍一度佔領首山堡但被俄軍奪回，雙方繼續拉鋸戰，第二軍陷入崩潰的危機。但在9月1日，第一軍在俄軍左翼側面發起攻擊並追擊動搖撤退的俄軍，扭轉了戰場局勢。9月4日造成，遼陽一帶被日軍完全佔領。

### 沙河會戰
1904年10月2日，俄軍預見到日軍缺乏補給，主動出擊發起沙河會戰。於此相對應，日本軍亦發起以右翼第一軍為軸的旋轉包圍戰，位於左翼的第二軍於10月10日果斷前進，特別是於10月13日至14日，對沙河左岸一帶的俄軍陣地發動猛烈夜襲攻擊作戰。第二軍的連續夜襲使俄軍大本營發生誤判，認為日本軍仍有充足的預備隊。10月17日日軍繼續進攻時，俄軍已經開始敗退。然而戰力有限，第二軍無法繼續追擊敵軍。

### 黑溝台會戰
1905年1月25日，俄軍出動10萬人的兵力，對日軍防線最左翼秋山支隊（以騎兵第一旅團為核心，編成有步，砲，工兵混成部隊，總數8000人，指揮官秋山好古少將）發動進攻。秋山支隊以其右翼李大人屯，韓山台，沈旦堡，黑溝台四個陣地為支撐點頑強抵抗。滿州軍司令部將總預備隊第八師團增援左翼。但由於第八師團司令部誤判敵情，黑溝台陣地被迫放棄，第八師團自身反擊時亦陷入俄軍重圍。第二軍麾下第三師團亦被抽調增援左翼。此戰滿州軍司令部犯下了逐次投入兵力的錯誤，使得部隊無法快速展開行動。增援部隊編成臨時立見軍，第八師團長立見尚文任臨時司令官。至28日，第三師團和第五師團終於擊退了秋山旅團右翼進攻的俄軍。黑溝台陣地，第八師團和第五師團發起夜襲決戰，俄軍最終停止進攻並撤退。

### 奉天會戰
1905年2月22日，鴨綠江軍首先打響奉天戰役。第二軍所屬為第三，第四，第六，第八四個師團，秋山支隊，以及三個後備旅團，部署在日軍中央偏左翼位置。2月27日，砲擊開始，3月7日，第二軍發起攻擊，起初俄軍抵抗強烈，第二軍進展緩慢。然而到深夜時，俄軍突然開始撤退。俄軍指揮機構誤以為已經身陷日軍重圍，故下令全線撤退。3月8日第二軍展開追擊戰，10日，第二軍和第四軍攜手佔領奉天。但是此戰後，第二軍傷亡較大，亦無力繼續追擊俄軍。奉天會戰成為日俄戰爭最後一場陸戰。

## 人物個性
- 奧保鞏出身小倉藩，倒幕戰爭中支持幕府方，且和後來把持陸軍的長州藩有過直接戰鬥經歷，但在藩閥嚴重的陸軍內部仍然得到重用。奧保鞏的指揮統帥能力在當時十分出色，並且性格勇猛而謙遜，富有古武士之風。後來成為除了皇族和薩長外首位元帥陸軍大將，獲得了一致的好評。

- 日俄戰爭時，軍司令官和參謀長被薩摩，長州出身的人把持，奧保鞏亦是唯一一個非薩長出身者。當時陸軍中央有一個一致的意見“奧不是外人”。四個軍司令官中，其他三個均依靠參謀長輔佐，制定作戰計劃，而唯有奧可以獨當一面。奧聽力有障礙，因此不願意參加參謀會議，其通過筆談的方式和參謀幕僚交換意見。

- 奧保鞏一生戰功赫赫，但在日俄戰後並不以戰功為豪。有一個傳聞，日俄戰爭結束後軍隊凱旋回國，奧保鞏親眼看見歡迎的民眾揮舞著日之丸國旗，高喊“萬歲”，卻喃喃的說道“不需要（這樣的恭維），請你們原諒”（済まぬ、許してくれ），因為對麾下大量士兵戰死而自責。奧保鞏是天生的軍人，對政治毫無興趣，任第五師團長期間曾被推薦為桂太郎之後任台灣總督，但奧謝絕之。晚年靜養，淡出公眾視線。當去世消息傳出，有人甚至驚訝當年戰功赫赫的奧大將原來還活了那麼久。

## 親族
- 長子：奧保夫，陸軍少將